# Музыка ЦАР
Музыка Центральноафриканской Республики — представляет собой неотъемлемую часть культуры Центральноафриканской Республики и представлена множеством разнообразных жанров: рок-н-ролл, поп-музыка, афробит, сукус и другие направления пользуются всенародной популярностью. Самым популярным музыкальным инструментом является цанца.
У пигмеев сложная система традиций связанная с народной музыкой. Полифония и контрапункт являются общими компонентами, как и разнообразная ритмическая структура. Музыка народа банда с использованием трубы также приобрела некоторую популярность за пределами страны из-за её джазовой структуры. Нгбака ма’бо использует необычный инструмент, называемый мбела (англ. mbela), который сделан из арочнообразной ветки и струны, натянутой между двумя концами, удерживающейся перед ртом музыканта. При извлечении звука из струны рот человека используется в качестве резонатора, а палочка, которой извлекается звук, для усиления и модуляции тона. Подобные инструменты иногда считаются наиболее ранними предками всех струнных инструментов.
Государственный гимн Центральноафриканской Республики — La renaissance. Эта песня, ставшая гимном с 1960 года, была написана Бартелеми Богандой (слова) и Эрбером Пеппером (музыка), который также сочинил мелодию для государственного гимна Сенегала.

## Популярная музыка
Популярная музыка в Центральноафриканской Республике, как правило, происходит от музыки Демократической Республики Конго и других стран Африки; однако, на территории ЦАР распространена и популярна латиноамериканская, европейская и американская поп-музыка а также джаз и рок-н-ролл.

## Народная музыка

### Банда музыка
Народ банда создал современную популярную музыку, используя джазовую музыку на основе трубы, которую ЮНЕСКО назвало одним из «великих музыковедческих открытий нашего века». Народная музыка банда основана на использовании музыкального инструмента онго (англ. ongo), представляющий из себя разновидность трубы, сделанной из дерева или рога антилопы. Онго используются в церемониях и ритуалах, включая обряды посвящения подростков, в полифонических ансамблях из восемнадцати труб.

### Музыка пигмеев
Формально музыка пигмеев состоит не более чем из четырёх частей и может быть описана как «остинато с вариациями» или подобна пассакалии своей цикличностью. Фактически она основан на повторении периодов одинаковой продолжительности, которые каждый певец делит, используя разные ритмические фигуры, характерные для его репертуара и песен. Этот случай, представляющий интерес для музыкальной этнографии и этноматематики, позволяет создавать бесконечные вариации не только одного и того же периода, но и одного и того же музыкального произведения. Как и в некоторых балийских гамеланах, эти паттерны основаны на супер-паттерне, который никогда не слышен. Сами пигмеи не изучают и не думают о своей музыке в этой теоретической структуре, но учатся музыке, взрослея.
Стили пигмеев включают в себя лавинди, или игру на водяном барабане, и такие инструменты, как арфа, нгомби (цитра арфы) и лимбинди.